# Finnország az 1980. évi téli olimpiai játékokon
Finnország az egyesült államokbeli Lake Placidben megrendezett 1980. évi téli olimpiai játékok egyik részt vevő nemzete volt. Az országot az olimpián 7 sportágban 52 sportoló képviselte, akik összesen 9 érmet szereztek.

## Érmesek
| Érem  | Versenyző                                                     | Sportág          | Versenyszám           |
| ----- | ------------------------------------------------------------- | ---------------- | --------------------- |
| Arany | Jouko Törmänen                                                | Síugrás          | Egyéni, nagysánc      |
| Ezüst | Jouko Karjalainen                                             | Északi összetett | Egyéni                |
| Ezüst | Juha Mieto                                                    | Sífutás          | Férfi 15 km           |
| Ezüst | Juha Mieto                                                    | Sífutás          | Férfi 50 km           |
| Ezüst | Hilkka Riihivuori-Kuntola                                     | Sífutás          | Női 5 km              |
| Ezüst | Hilkka Riihivuori-Kuntola                                     | Sífutás          | Női 10 km             |
| Bronz | Harri Kirvesniemi Juha Mieto Matti Pitkänen Pertti Teurajärvi | Sífutás          | Férfi 4 × 10 km váltó |
| Bronz | Helena Kivioja-Takalo                                         | Sífutás          | Női 10 km             |
| Bronz | Jari Puikkonen                                                | Síugrás          | Egyéni, nagysánc      |

## Biatlon
| Versenyző                                              | Versenyszám      | Lövőhiba | Időeredmény | Helyezés |
| ------------------------------------------------------ | ---------------- | -------- | ----------- | -------- |
| Erkki Antila                                           | 10 km sprint     | 2        | 34:32,97    | 12.      |
| Erkki Antila                                           | 20 km egyéni     | 4        | 1:11:32,32  | 5.       |
| Heikki Ikola                                           | 20 km egyéni     | 5        | 1:15:02,16  | 18.      |
| Keijo Kuntola                                          | 10 km sprint     | 5        | 37:15,28    | 35.      |
| Raimo Seppänen                                         | 20 km egyéni     | 6        | 1:19:15,67  | 32.      |
| Arto Sutinen                                           | 10 km sprint     | 3        | 36:01,06    | 24.      |
| Keijo Kuntola Erkki Antila Kari Saarela Raimo Seppänen | 4 × 7,5 km váltó | 6        | 1:38:50,84  | 7.       |

## Északi összetett
| Versenyző         | Síugrás | Síugrás | Sífutás | Sífutás | Sífutás | Összesítés | Összesítés |
| Versenyző         | Pont    | Hely.   | Idő     | Pont    | Hely.   | Pont       | Helyezés   |
| ----------------- | ------- | ------- | ------- | ------- | ------- | ---------- | ---------- |
| Jorma Etelälahti  | 192,6   | 14.     | 50:02,4 | 199,315 | 15.     | 391,915    | 13.        |
| Jouko Karjalainen | 209,5   | 7.      | 47:44,5 | 220,000 | 1.      | 429,500    |            |
| Jukka Kuvaja      | 155,0   | 31.     | 48:32,2 | 212,845 | 7.      | 367,845    | 22.        |
| Rauno Miettinen   | 171,9   | 24.     | 50:26,9 | 195,640 | 18.     | 367,540    | 23.        |

## Gyorskorcsolya
Férfi
| Versenyző       | Versenyszám | Eredmény | Helyezés |
| --------------- | ----------- | -------- | -------- |
| Pertti Niittylä | 500 m       | 39,54    | 22.      |
| Pertti Niittylä | 1000 m      | 1:18,85  | 14.      |
| Pertti Niittylä | 1500 m      | 2:00,01  | 14.      |
| Pertti Niittylä | 5000 m      | 7:21,51  | 17.      |
| Pertti Niittylä | 10 000 m    | 15:29,98 | 19.      |
| Esa Puolakka    | 500 m       | 39,76    | 25.      |
| Esa Puolakka    | 1000 m      | 1:23,54  | 35.      |
| Jukka Salmela   | 500 m       | 39,32    | 18.      |
| Jukka Salmela   | 1000 m      | 1:21,78  | 30.      |

Női
| Versenyző     | Versenyszám | Eredmény | Helyezés |
| ------------- | ----------- | -------- | -------- |
| Anneli Repola | 500 m       | 44,33    | 20.      |
| Anneli Repola | 1000 m      | 1:31,76  | 28.      |
| Anneli Repola | 1500 m      | 2:17,81  | 21.      |
| Anneli Repola | 3000 m      | 4:50,51  | 15.      |

## Jégkorong
| Finn férfi jégkorongcsapat-játékoskeret                                                                                         | Finn férfi jégkorongcsapat-játékoskeret                                                                   | Finn férfi jégkorongcsapat-játékoskeret                                                      |
| --- | --- | -------------------------------------------------------------------------------------------- |
| - Kari Eloranta - Hannu Haapalainen - Markku Hakulinen - Markku Kiimalainen - Antero Kivelä - Jukka Koskilahti - Hannu Koskinen | - Jari Kurri - Mikko Leinonen - Reijo Leppänen - Tapio Levo - Lasse Litma - Jarmo Mäkitalo - Esa Peltonen | - Jukka Porvari - Olli Saarinen - Seppo Suoraniemi - Timo Susi - Jorma Valtonen - Ismo Villa |

### Eredmények
Vörös csoport
| Csapat        | M | Gy | D | V | G+ | G– | Gk  | P  |
| ------------- | - | -- | - | - | -- | -- | --- | -- |
| Szovjetunió   | 5 | 5  | 0 | 0 | 51 | 11 | +40 | 10 |
| Finnország    | 5 | 3  | 0 | 2 | 26 | 18 | +8  | 6  |
| Kanada        | 5 | 3  | 0 | 2 | 28 | 12 | +16 | 6  |
| Lengyelország | 5 | 2  | 0 | 3 | 15 | 23 | –8  | 4  |
| Hollandia     | 5 | 1  | 1 | 3 | 16 | 43 | –27 | 3  |
| Japán         | 5 | 0  | 1 | 4 | 7  | 36 | –29 | 1  |

- Finnország és Kanada között az egymás elleni eredmény (4–3) döntött.

| 1980. február 12. | Finnország (FIN) | 4 – 5 (0–1, 3–4, 1–0) | Lengyelország | Lake Placid |

|  |  |  |  |  |
|  |  |  |  |  |
|  |  |  |  |  |
|  |  |  |  |  |

| 1980. február 14. | Finnország (FIN) | 6 – 3 (2–0, 2–2, 2–1) | Japán | Lake Placid |

|  |  |  |  |  |
|  |  |  |  |  |
|  |  |  |  |  |
|  |  |  |  |  |

| 1980. február 16. | Kanada (CAN) | 3 – 4 (1–2, 0–1, 2–1) | Finnország | Lake Placid |

|  |  |  |  |  |
|  |  |  |  |  |
|  |  |  |  |  |
|  |  |  |  |  |

| 1980. február 18. | Szovjetunió (URS) | 4 – 2 (0–1, 1–0, 3–1) | Finnország | Lake Placid |

|  |  |  |  |  |
|  |  |  |  |  |
|  |  |  |  |  |
|  |  |  |  |  |

| 1980. február 20. | Finnország (FIN) | 10 – 3 (2–1, 2–1, 6–0) | Hollandia | Lake Placid |

|  |  |  |  |  |
|  |  |  |  |  |
|  |  |  |  |  |
|  |  |  |  |  |

Négyes döntő
| 1980. február 22. | Finnország (FIN) | 3 – 3 (1–0, 1–1, 1–2) | Svédország | Lake Placid |

|  |  |  |  |  |
|  |  |  |  |  |
|  |  |  |  |  |
|  |  |  |  |  |

| 1980. február 24. | Egyesült Államok (USA) | 4 – 2 (0–1, 1–1, 3–0) | Finnország | Lake Placid |

|  |  |  |  |  |
|  |  |  |  |  |
|  |  |  |  |  |
|  |  |  |  |  |

Végeredmény
A táblázat tartalmazza
- a Vörös csoportban lejátszott Szovjetunió – Finnország 4–2-es,
- a Kék csoportban lejátszott Egyesült Államok – Svédország 2–2-es eredményt is.

| Csapat           | M | Gy | D | V | G+ | G– | Gk | P |
| ---------------- | - | -- | - | - | -- | -- | -- | - |
| Egyesült Államok | 3 | 2  | 1 | 0 | 10 | 7  | +3 | 5 |
| Szovjetunió      | 3 | 2  | 0 | 1 | 16 | 8  | +8 | 4 |
| Svédország       | 3 | 0  | 2 | 1 | 7  | 14 | –7 | 2 |
| Finnország       | 3 | 0  | 1 | 2 | 7  | 11 | –4 | 1 |

| Csapat     | Helyezés |
| ---------- | -------- |
| Finnország | 4.       |

## Műkorcsolya
| Versenyző          | Versenyszám | Kötelező elemek   | Kötelező elemek | Rövid program     | Rövid program | Kűr               | Kűr   | Összesítés                     | Összesítés                     | Összesítés                     | Összesítés                     | Összesítés                     | Összesítés                     | Összesítés                     | Összesítés                     | Összesítés                     | Összesítés        | Összesítés        | Összesítés  | Összesítés | Összesítés |
| Versenyző          | Versenyszám | Kötelező elemek   | Kötelező elemek | Rövid program     | Rövid program | Kűr               | Kűr   | Helyezési pontszámok bírónként | Helyezési pontszámok bírónként | Helyezési pontszámok bírónként | Helyezési pontszámok bírónként | Helyezési pontszámok bírónként | Helyezési pontszámok bírónként | Helyezési pontszámok bírónként | Helyezési pontszámok bírónként | Helyezési pontszámok bírónként | Több. hely. száma | Több. hely. össz. | Hely. össz. | Pont       | Helyezés   |
| Versenyző          | Versenyszám | Több. hely. száma | Hely.           | Több. hely. száma | Hely.         | Több. hely. száma | Hely. | 1                              | 2                              | 3                              | 4                              | 5                              | 6                              | 7                              | 8                              | 9                              | Több. hely. száma | Több. hely. össz. | Hely. össz. | Pont       | Helyezés   |
| ------------------ | ----------- | ----------------- | --------------- | ----------------- | ------------- | ----------------- | ----- | ------------------------------ | ------------------------------ | ------------------------------ | ------------------------------ | ------------------------------ | ------------------------------ | ------------------------------ | ------------------------------ | ------------------------------ | ----------------- | ----------------- | ----------- | ---------- | ---------- |
| Kristiina Wegelius | Női egyéni  | 5×6+              | 7.              | 7×11+             | 11.           | 8×12+             | 12.   | 10,0                           | 10,0                           | 9,0                            | 10,0                           | 11,0                           | 10,0                           | 9,0                            | 9,0                            | 9,0                            | 8×10+             | 76,0              | 87,0        | 172,04     | 10.        |
| Susan Broman       | Női egyéni  | 7×14+             | 14.             | 9×17+             | 17.           | 7×17+             | 17.   | 17,0                           | 17,0                           | 17,0                           | 17,0                           | 17,0                           | 16,0                           | 17,0                           | 17,0                           | 17,0                           | 9×17+             | 152,0             | 152,0       | 157,54     | 17.        |

## Sífutás
Férfi
| Versenyző                                                     | Versenyszám     | Eredmény   | Helyezés |
| ------------------------------------------------------------- | --------------- | ---------- | -------- |
| Asko Autio                                                    | 50 km           | 2:32:25,57 | 9.       |
| Jorma Aalto                                                   | 30 km           | 1:32:48,10 | 26.      |
| Kari Härkönen                                                 | 15 km           | 43:50,31   | 19.      |
| Harri Kirvesniemi                                             | 15 km           | 43:02,01   | 8.       |
| Harri Kirvesniemi                                             | 30 km           | 1:31:35,13 | 18.      |
| Juha Mieto                                                    | 15 km           | 41:57,64   |          |
| Juha Mieto                                                    | 30 km           | 1:29:45,08 | 7.       |
| Juha Mieto                                                    | 50 km           | 2:30:20,52 |          |
| Matti Pitkänen                                                | 30 km           | 1:29:35,03 | 6.       |
| Matti Pitkänen                                                | 50 km           | 2:34:09,04 | 11.      |
| Pertti Teurajärvi                                             | 15 km           | 43:59,08   | 20.      |
| Pertti Teurajärvi                                             | 50 km           | 2:36:44,08 | 18.      |
| Harri Kirvesniemi Pertti Teurajärvi Matti Pitkänen Juha Mieto | 4 × 10 km váltó | 2:00:00,18 |          |

Női
| Versenyző                                                                           | Versenyszám    | Eredmény   | Helyezés |
| ----------------------------------------------------------------------------------- | -------------- | ---------- | -------- |
| Marja Auroma                                                                        | 5 km           | 16:18,44   | 25.      |
| Marja-Liisa Hämäläinen                                                              | 5 km           | 15:58,27   | 19.      |
| Marja-Liisa Hämäläinen                                                              | 10 km          | 32:22,88   | 18.      |
| Ulla Maaskola                                                                       | 10 km          | 33:22,19   | 32.      |
| Hilkka Riihivuori-Kuntola                                                           | 5 km           | 15:11,96   |          |
| Hilkka Riihivuori-Kuntola                                                           | 10 km          | 30:35,05   |          |
| Helena Kivioja-Takalo                                                               | 5 km           | 15:32,12   | 8.       |
| Helena Kivioja-Takalo                                                               | 10 km          | 30:45,25   |          |
| Marja Auroma Marja-Liisa Hämäläinen Helena Takalo-Kivioja Hilkka Riihivuroi-Kuntola | 4 × 5 km váltó | 1:04:41,28 | 5.       |

## Síugrás
| Versenyző       | Versenyszám | 1. ugrás | 1. ugrás | 2. ugrás | 2. ugrás | Összesítés | Összesítés |
| Versenyző       | Versenyszám | Pont     | Hely.    | Pont     | Hely.    | Pont       | Helyezés   |
| --------------- | ----------- | -------- | -------- | -------- | -------- | ---------- | ---------- |
| Pentti Kokkonen | Normálsánc  | 126,8    | 3.       | 120,8    | 8.*      | 247,6      | 5.         |
| Pentti Kokkonen | Nagysánc    | 115,2    | 17.      | 115,7    | 11.      | 230,9      | 12.        |
| Jari Puikkonen  | Normálsánc  | 115,8    | 15.      | 111,7    | 18.      | 227,5      | 16.        |
| Jari Puikkonen  | Nagysánc    | 126,4    | 5.       | 122,1    | 4.       | 248,5      |            |
| Jouko Törmänen  | Normálsánc  | 119,0    | 9.       | 124,5    | 6.       | 243,5      | 8.         |
| Jouko Törmänen  | Nagysánc    | 133,5    | 2.       | 137,5    | 1.       | 271,0      |            |
| Kari Ylianttila | Normálsánc  | 105,8    | 30.      | 97,4     | 32.      | 203,2      | 32.        |
| Kari Ylianttila | Nagysánc    | 111,0    | 21.*     | 118,1    | 9.       | 229,1      | 13.        |

* - egy másik versenyzővel azonos eredményt ért el